# Cuerpos que importan. El límite discursivo del sexo
Cuerpos que importan: Sobre los límites materiales y discursivos del “sexo” ( título original: Bodies that Matter: on the Discursive Limits of Sex  ) (1993) es la traducción al español del tercer libro publicado por Judith Butler. Butler continúa con la discusión en torno al género que ha construido a lo largo de sus publicaciones complementándolas con nuevas interrogantes relacionadas con la construcción de la sexualidad y lo queer.

## Antecedentes

### Género en disputa
Artículo principal: El género en disputa
Desde este libro publicado originalmente en 1990, Butler establece la concepción de género desde una acción que se repite constantemente, y es intencional y performativa. Se desestabiliza la noción de género para centrarse en su construcción la cual “se crea por medio de la estilización del cuerpo y, por consiguiente, debe entenderse como la manera mundana en que los diferentes tipos de gestos, movimientos y estilos corporales crean la ilusión de un yo con género constante”. La idea de género como algo inherente e inamovible se pone en duda para dar paso a una construcción performativa de identidades en movimiento. Con esto, Judith Butler establece las bases de lo que será conocido como teoría queer. Posicionándola como una de las principales referentes en los estudios de género. 

### Performatividad
El género se construye por las formas en las que el cuerpo del individuo se desenvuelve en un contexto específico. Sin identidad previa, los actos performativos son los que determinan la construcción del género y su transformación. Frente a la posibilidad de interiorizarse en su totalidad, el género se constituye por “actos reiterados que desean acercarse al ideal de una base sustancial de identidad”. Todos estos actos performativos le dan al cuerpo sus atributos y significaciones como estrategias que posibilitan la acción fuera de los marcos impuestos por la heteronorma. 

## Conceptos clave

### Queering
Judith Butler toma como base la novela Passing de Nella Larsen y su utilización de la palabra “queer” como forma de resaltar las inquietudes sexuales y raciales. Butler parte de una lectura en la que la regulación sexual influye en la regulación racial y viceversa, y así fija su atención en cómo es que operan estas normas por medio de la performatividad.
Es en el quinto capítulo en el que Butler hace mayor hincapié en el término y construye una revisión de su uso en la literatura y su posterior resignificación. En un inicio, el término “queer” hacía referencia a lo “raro” para después significar actos que desquilibran y exponen lo falso.
En el capítulo ocho “Acerca del término ´queer´”, Butler señala cómo el término se utilizaba para discriminar, remarcar las diferencias al degradar a los individuos. Seres ‘queers’ que el mundo heterosexual necesitaba para producir la “regulación discursiva de los límites de la legitimidad sexual”. Después surge una búsqueda por resignificar el término de manera positiva por medio de la performatividad. Sin embargo, aquí surge un nuevo cuestionamiento: los límites mismos de esta resignificación por medio de la repetición: “Ni el poder ni el discurso se renuevan por completo en todo momento; no están tan desprovistos de peso como podrían suponer los utópicos de la resignificación radical”.
Butler hace hincapié en la función de la memoria del discurso como una forma de tener siempre presente a los cuerpos desplazados por este tipo de términos. 

### El poder performativo de los actos de habla
Más allá de aplicar la teoría de los actos de habla al ámbito homosexual, Butler se basa en los estudios de Eve Sedgwick para centrarse en el término queering: momento que define la performatividad en los enunciados. Los actos performativos son maneras en las que el habla obtiene un poder autoritario. Estos actos generan discursos a los cuales antecede un “yo” cuyo reconocimiento le brinda un lugar a este sujeto y lo coloca dentro del habla. Lo queer encuentra su rasgo peyorativo en la repetición, al vincular el término con “la acusación, la patologización y el insulto”. La reiteración le brinda al acto la autoridad para operar como tabú y estigma. De esta manera, la expresión performativa funciona de manera exitosa, “en la medida en que tenga por sustento y encubra las convenciones constitutivas que la movilizan”.

### Cuerpos abyectos
Butler señala la presencia de lo abyecto en  “aquellas zonas ‘invivibles’, ‘inhabitables’ de la vida social que, sin embargo, están densamente pobladas por quienes no gozan de la jerarquía de los sujetos, pero cuya condición de vivir bajo el signo de lo ‘invivible’ es necesaria para circunscribir la esfera de los sujetos”. En el individuo se conforma por la apariencia exterior que no deja de interiorizarse en el mismo como “su propio repudio fundacional”. Los actos performativos crean un desplazamiento del individuo a las zonas marginales. Es por medio de la utilización de términos peyorativos donde se reitera la abyección, he ahí la importancia de cuestionar y desestabilizar todos estos términos. 

## Recepción crítica
Butler encuentra por medio de la crítica filosófica de la hegemonía heterosexual, un nuevo panorama para la teoría feminista en torno al análisis del cuerpo. El libro se aproxima a la materialidad del cuerpo para enfocarse en la “fenomenología de la experiencia sexual”. Cuerpos que importan representa para su época una nueva forma de pensar el cuerpo al materializar la categorización del “sexo” en la corporalidad y su construcción social, histórica y cultural; siempre acompañada de la interrogación en torno a la forma de representación y la validez o desplazamiento de ciertas formas sobre otras.